# كيسوكي نيشيمورا
كيسوكي نيشيمورا (باليابانية: 西村慧祐) هو لاعب كرة قدم ياباني، ولد في 19 فبراير 1998 في تشيبا في اليابان.

## وصلات خارجية
- كيسوكي نيشيمورا على موقع رابطة كرة القدم اليابانية للمحترفين (اليابانية)
- كيسوكي نيشيمورا على موقع قاعدة بيانات كرة القدم.إي يو (الإنجليزية)
- كيسوكي نيشيمورا على موقع Soccerway.com (الإنجليزية)
- كيسوكي نيشيمورا على موقع عالم كرة القدم.نت (الإنجليزية)